# Gala FC
Das Gala Football Club (chinesisch 嘉華), auch einfach nur Gala genannt, ist ein macauischer Fußballverein. Aktuell spielt der Verein in der ersten Liga, der Liga de Elite.

## Geschichte
Der Verein wurde 2007 gegründet. 2023 wurde das Team Meister der zweiten Liga und stieg somit in die erste Liga auf. 2024 gewann die Mannschaft den macauischen Pokal. Das Endspiel am 10. August 2024 gegen Benfica de Macau wurde mit 2:0 gewonnen.

## Stadion
Der Verein trägt seine Heimspiele im 3000 Personen fassenden Lin Fong Sports Centre aus.

## Erfolge
- Macauischer Zweitligameister: 2023  ▲
- Taça de Macau: 2024